# آئورورا کواتروکی
آئورورا کواتروکی (ایتالیایی: Aurora Quattrocchi؛ زادهٔ ۱۸ مارس ۱۹۴۳) بازیگر اهل ایتالیا است. وی برندهٔ «جایزه بین‌المللی سینمای ستاره لایت» در هفتاد و نهمین دوره جشنواره بین‌المللی فیلم ونیز شد.
از فیلم‌ها یا برنامه‌های تلویزیونی که وی در آن نقش داشته است، می‌توان به بی‌نهایت، شورای مصر،  ستاره‌ساز، مالنا، تا ابد مری، خون وحشی، شورشی، پسران حاشیه‌نشین، بر جدید، او آن پسر بود، فیلمبرداری در پالرمو و ارواح سیاه اشاره کرد.